# Список президентов Церкви Иисуса Христа Святых последних дней
Президент - титул для главного религиозного лидера в Церкви Иисуса Христа Святых последних дней. По традиции, члены церкви голосуют в поддержке их президента в их двухлетнюю генеральную конференцию, и соглашаются, что он - пророк, провидец, и носитель откровения. С 1830, когда Джозеф Смит основал церковь и стал её первым президентом, чередовались 17 человек на посту президента.
Список Президентов Церкви Иисуса Христа Святых последних дней
|    | Портрет                                                                                      | Президент                                                                                    | Дата рождения                                                                                | Посвящение                                                                                   | Смерть                                                                                       | Время руководства церковью |
| -- | -------------------------------------------------------------------------------------------- | -------------------------------------------------------------------------------------------- | -------------------------------------------------------------------------------------------- | -------------------------------------------------------------------------------------------- | -------------------------------------------------------------------------------------------- | -------------------------- |
| 1  |                                                                                              | Джозеф Смит                                                                                  | 23 декабря 1805                                                                              | 6 апреля 1830                                                                                | 27 июня 1844                                                                                 | 14 лет                     |
|    | Церковь возглавлялась Бригамом Янгом в качестве Президента Кворума Двенадцати Апостолов.     | Церковь возглавлялась Бригамом Янгом в качестве Президента Кворума Двенадцати Апостолов.     | Церковь возглавлялась Бригамом Янгом в качестве Президента Кворума Двенадцати Апостолов.     | Церковь возглавлялась Бригамом Янгом в качестве Президента Кворума Двенадцати Апостолов.     | Церковь возглавлялась Бригамом Янгом в качестве Президента Кворума Двенадцати Апостолов.     | Около 3 лет                |
| 2  |                                                                                              | Бригам Янг                                                                                   | 1 июня 1801                                                                                  | 27 декабря 1847                                                                              | 29 августа 1877                                                                              | 29 лет                     |
|    | Церковь возглавлялась Джоном Тейлором в качестве Президента Кворума Двенадцати Апостолов.    | Церковь возглавлялась Джоном Тейлором в качестве Президента Кворума Двенадцати Апостолов.    | Церковь возглавлялась Джоном Тейлором в качестве Президента Кворума Двенадцати Апостолов.    | Церковь возглавлялась Джоном Тейлором в качестве Президента Кворума Двенадцати Апостолов.    | Церковь возглавлялась Джоном Тейлором в качестве Президента Кворума Двенадцати Апостолов.    | Около 3 лет                |
| 3  |                                                                                              | Джон Тейлор                                                                                  | 1 ноября 1808                                                                                | 10 октября 1880                                                                              | 25 июля 1887                                                                                 | 8 лет                      |
|    | Церковь возглавлялась Уилфордом Вудрафом в качестве Президента Кворума Двенадцати Апостолов. | Церковь возглавлялась Уилфордом Вудрафом в качестве Президента Кворума Двенадцати Апостолов. | Церковь возглавлялась Уилфордом Вудрафом в качестве Президента Кворума Двенадцати Апостолов. | Церковь возглавлялась Уилфордом Вудрафом в качестве Президента Кворума Двенадцати Апостолов. | Церковь возглавлялась Уилфордом Вудрафом в качестве Президента Кворума Двенадцати Апостолов. | Около 2 лет                |
| 4  |                                                                                              | Уилфорд Вудраф                                                                               | 1 марта 1807                                                                                 | 7 апреля 1889                                                                                | 2 сентября 1898                                                                              | 9 лет                      |
| 5  |                                                                                              | Лоренцо Сноу                                                                                 | 3 апреля 1814                                                                                | 13 сентября 1898                                                                             | 10 октября 1901                                                                              | 3 года                     |
| 6  |                                                                                              | Джозеф Филдинг Смит                                                                          | 13 ноября 1838                                                                               | 17 октября 1901                                                                              | 19 ноября, 1918                                                                              | 17 лет                     |
| 7  |                                                                                              | Хибер Грант                                                                                  | 22 ноября 1856                                                                               | 23 ноября 1918                                                                               | 14 мая 1945                                                                                  | 27 лет                     |
| 8  |                                                                                              | Джордж Альберт Смит                                                                          | 4 апреля 1870                                                                                | 21 мая 1945                                                                                  | 4 апреля 1951                                                                                | 6 лет                      |
| 9  |                                                                                              | Дэвид Маккей                                                                                 | 8 сентября 1873                                                                              | 9 апреля 1951                                                                                | 18 января 1970                                                                               | 19 лет                     |
| 10 |                                                                                              | Джозеф Филдинг Смит младший                                                                  | 19 июля 1876                                                                                 | 23 января 1970                                                                               | 2 июля 1972                                                                                  | 2 года                     |
| 11 |                                                                                              | Гарольд Ли                                                                                   | 28 марта 1899                                                                                | 7 июля 1972                                                                                  | 26 декабря, 1973                                                                             | 1 год                      |
| 12 |                                                                                              | Спенсер Кимбалл                                                                              | 28 марта 1895                                                                                | 30 декабря 1973                                                                              | 5 ноября, 1985                                                                               | 12 лет                     |
| 13 |                                                                                              | Эзра Тафт Бенсон                                                                             | 4 августа 1899                                                                               | 10 ноября 1985                                                                               | 30 мая 1994                                                                                  | 8 лет                      |
| 14 |                                                                                              | Говард Хантер                                                                                | 14 ноября 1907                                                                               | 5 июня 1994                                                                                  | 3 марта 1995                                                                                 | 9 месяцев                  |
| 15 |                                                                                              | Гордон Хинкли                                                                                | 23 июня 1910                                                                                 | 12 марта 1995                                                                                | 27 января 2008                                                                               | 12 лет                     |
| 16 |                                                                                              | Томас С. Монсон                                                                              | 21 августа 1927                                                                              | 3 февраля 2008                                                                               | 02 января 2018                                                                               | 10 лет                     |
| 17 |                                                                                              | Рассел М. Нельсон                                                                            | 9 сентября 1924                                                                              | 14 января 2018                                                                               | - - -                                                                                        | в должности                |